# Rud och Ängen
Rud och Ängen – miejscowość (tätort) w Szwecji, w regionie administracyjnym (län) Värmland, w gminie Hammarö.
Według danych Szwedzkiego Urzędu Statystycznego liczba ludności wyniosła: 217 (31 grudnia 2015), 448 (31 grudnia 2018) i 469 (31 grudnia 2019).